# Jakkanahalli, Holalkere
Jakkanahalli là một làng thuộc tehsil Holalkere, huyện Chitradurga, bang Karnataka, Ấn Độ.